# Бьоджо
Бьоджо (ит. Bioggio) — коммуна в районе Аньо округа Лугано италоязычного кантона Тичино в Швейцарии.

## География
Бьоджо находится на юге региона Малькантоне, в долине реки Ведеджо, в двух километрах к юго-западу от Лугано. В состав коммуны входят поселения Бьоджо, Боско-Луганезе, Чимо и Изео.

## История
Впервые поселение Бьоджо письменно упомянуто в 1335 года как Biegio- В 1992 голду при археологических раскопках в Бьоджо были открыты римские постройки, относящиеся к III веку н. э., использовавшиеся, предположительно, как термы. В Средневековье эти земли принадлежали аристократическим фамилиям из Лугано и Комо. Начиная с 1960 года в районе коммуны разрастается индустриальная зона, вошедшая со временем в городскую агломерацию Лугано.
4 апреля 2004 года были административно соединены в одно целое коммуна Бьоджо и ранее самостоятельные коммуны Боско-Луганезе и Чимо. Новообразованная коммуна получила имя Бьоджо. 20 апреля 2008 года к ней была присоединена также коммуна Изео.

## Галерея
- Церковь Сан-Маурицио
- Каса Рива
- Вилла Руска
- Ораториум Беата Виргина деи Мулини

## Население
За последние немногим более, чем 200 лет население в коммуне Бьоджо увеличилось более, чем в восемь раз — с 323 жителей в 1801 году до 2647 человек в 2017 году.

## Достопримечательности
- Церковь Сан-Маурицио, первое упоминание в 1261 году, перестроена в 1791 году
- Колокольня при церкви Сан-Маурицио
- Место археологических раскопок древнеримского поселения и расположенных здесь культовых сооружений
- Ораториум Сант’Иларио, относящийся к XIII столетию